# Городские населённые пункты Чукотского автономного округа
Чукотский автономный округ включает 8 городских населённых пунктов, в том числе:
- 3 города, среди которых выделяются:
  - 1 город окружного значения (в списке выделен оранжевым цветом), который в рамках организации местного самоуправления образует городской округ,
  - 2 города  в составе районов — в рамках организации местного самоуправления 1 входит в муниципальный район, 1 — в городской округ;
- 5 посёлков городского типа с городским населением.

Помимо этого, выделяются 13 иных населённых пунктов как посёлков городского типа, находящихся в стадии ликвидации с 2007 года, они не имеют постоянного населения и не учитываются Росстатом как пгт.

## Города
| № | название | район / город окружного значения | мун.район / городской округ | население (чел.) | основание / первое упоминание | статус города | герб |
| - | -------- | -------------------------------- | --------------------------- | ---------------- | ----------------------------- | ------------- | ---- |
| 1 | Анадырь  | Анадырь                          | городской округ Анадырь     | ↗13 224          | 1889                          | 1965          |      |
| 2 | Билибино | Билибинский район                | Билибинский мун.район       | ↗5449            | 1955                          | 1993          |      |
| 3 | Певек    | Чаунский район                   | городской округ Певек       | ↘4083            | 1933                          | 1967          |      |

## Посёлки городского типа
| № | название      | район              | мун.район / городской округ  | население (чел.) | основание / первое упоминание | статус пгт |
| - | ------------- | ------------------ | ---------------------------- | ---------------- | ----------------------------- | ---------- |
| 1 | Беринговский  | Анадырский район   | Анадырский мун.район         | ↗1215            | 1946                          | 1957       |
| 2 | Мыс Шмидта    | Иультинский район  | городской округ Эгвекинот    | ↘34              | 1931                          | 1962       |
| 3 | Провидения    | Провиденский район | Провиденский городской округ | ↘2193            | 1946                          | 1957       |
| 4 | Угольные Копи | Анадырский район   | Анадырский мун.район         | ↗3786            |                               | 1968       |
| 5 | Эгвекинот     | Иультинский район  | городской округ Эгвекинот    | ↗3516            | 1946                          | 1954       |

### Бывшие пгт
- Анадырь — пгт с 1934 года. Преобразован в город в 1965 году.
- Билибино — пгт с 1958 года. Преобразован в город в 1993 году.
- Марково — преобразован в сельский населённый пункт в 1998 году.
- Нагорный — включён в состав пгт Беринговский в 2000 году.
- Певек — пгт с 1951 года. Преобразован в город в 1967 году.
- Полярный — пгт с 1963 года. Упразднён в 1995 году.
- Иультин — пгт с 1953 года. Упразднён в 1995 году.

На стадии ликвидации с 2007 года:
- Алискерово — пгт с 1962 года. На стадии ликвидации с 2007 года[3] (не учитывается Росстатом как городской населённый пункт).
- Бараниха — пгт с 1962 года. На стадии ликвидации с 2007 года[3] (не учитывается Росстатом как городской населённый пункт).
- Быстрый  — пгт. На стадии ликвидации с 2007 года[3] (не учитывается Росстатом как городской населённый пункт)
- Валькумей — пгт с 1959 года. На стадии ликвидации с 2007 года[3] (не учитывается Росстатом как городской населённый пункт).
- Весенний — пгт. На стадии ликвидации с 2007 года[3] (не учитывается Росстатом как городской населённый пункт)
- Встречный — пгт с 1965 года. На стадии ликвидации с 2007 года[3] (не учитывается Росстатом как городской населённый пункт).
- Дальний — пгт. На стадии ликвидации с 2007 года[3] (не учитывается Росстатом как городской населённый пункт)
- Комсомольский — пгт с 1959 года. На стадии ликвидации с 2007 года[3] (не учитывается Росстатом как городской населённый пункт).
- Красноармейский — пгт с 1953 года. На стадии ликвидации с 2007 года[3] (не учитывается Росстатом как городской населённый пункт).
- Ленинградский — пгт с 1973 года. На стадии ликвидации с 2007 года[3] (не учитывается Росстатом как городской населённый пункт).
- Отрожный — пгт. На стадии ликвидации с 2007 года[3] (не учитывается Росстатом как городской населённый пункт)
- Шахтёрский — пгт с 1960 года. На стадии ликвидации с 2007 года[3] (не учитывается Росстатом как городской населённый пункт).
- Южный — пгт. На стадии ликвидации с 2007 года[3] (не учитывается Росстатом как городской населённый пункт).